# Passiflora cincinnata
Passiflora cincinnata é uma espécie de planta da família Passifloraceae pertencente ao gênero Passiflora. É conhecida popularmente como maracujá da Caatinga, maracujá do Cerrado ou maracujá do mato. Sua casca é esverdeada e sua polpa branca, onde se escondem dezenas de sementes. O sabor da polpa é mais marcante em termos de doçura, mas também de acidez, do que o maracujá comum, além de ser extremamente aromático. Sua flor é belíssima e muito delicada, além de exalar um aroma adocicado que atrai as abelhas do gênero Epicharis.